# Revital Swid

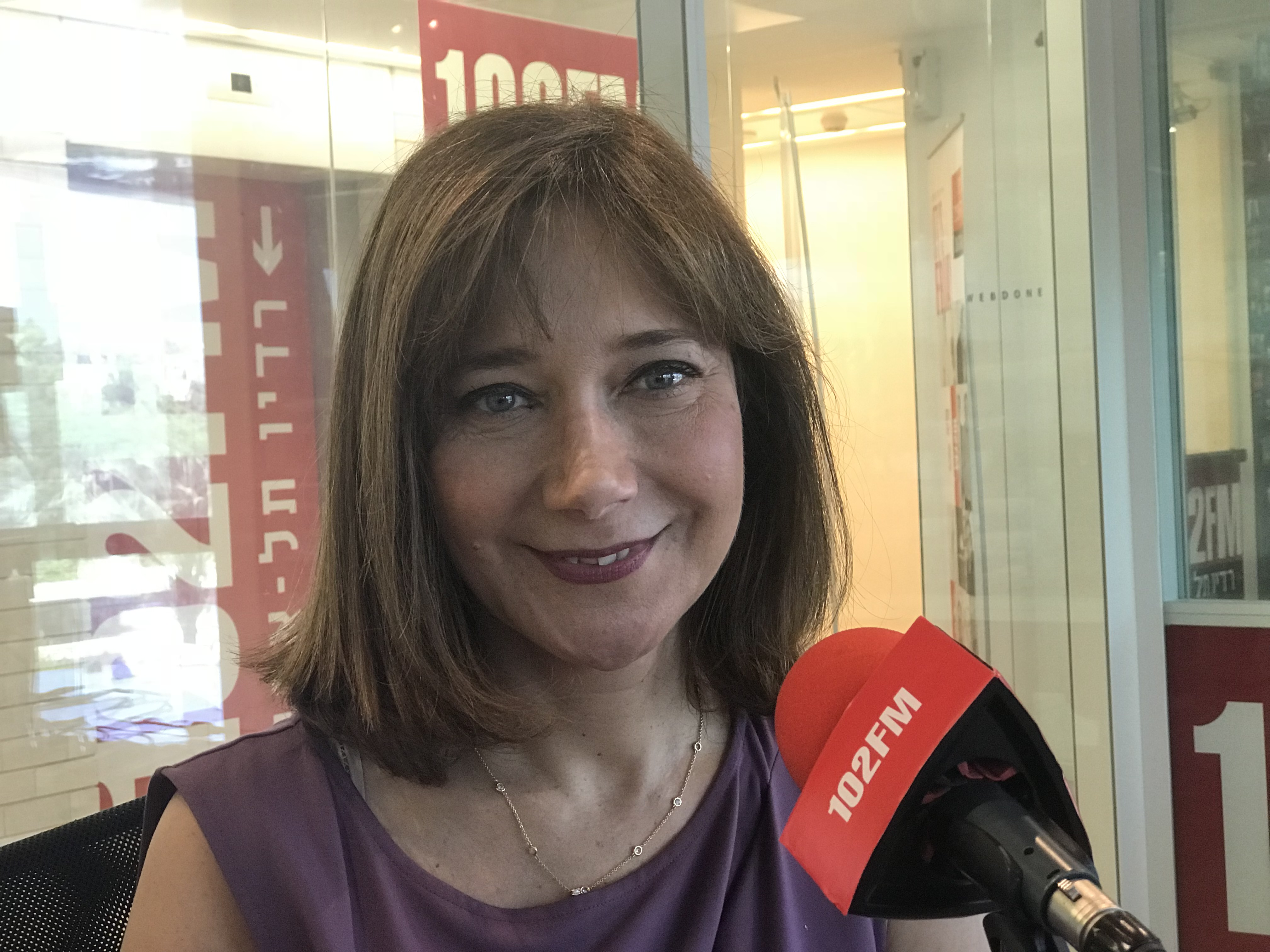
Revital Swid, 2018

Revital Swid (hebräisch רויטל סויד, * 17. August 1967 in Chadera) ist eine israelische Rechtsanwältin und Politikerin der Awoda sowie ehemals der Zionistischen Union.

## Leben
Swid studierte Rechtswissenschaften an der Bar-Ilan-Universität. Als Rechtsanwältin ist Swid in Israel tätig. Von 2015 bis 2020 war sie Abgeordnete in der Knesset. Swid ist verheiratet und hat vier Kinder.